# Zona arqueológica del Cerro del Mojón
La Zona arqueológica del cerro del Mojón es un yacimiento arqueológico en la provincia de Almería, España, cuyo interés se centra en su naturaleza de fortín de la Edad del Cobre relacionado, cronológica y espacialmente, con otros de similares características como el de El Cerrillo de Chercos.

## Localización
El yacimiento arqueológico «El Cerro del Mojón» se localiza sobre la cota más alta del cerro del mismo nombre donde confluyen los límites de los términos municipales de Macael, Tahal y Chercos. 
El asentamiento se limita a la cumbre de dicho cerro, que tiene unos 1.116 metros de altitud y domina visualmente amplias superficies de la Sierra de Los Filabres y del Valle del Almanzora inmediato. 

## Descripción
El yacimiento ha sido interpretado como fortín de la Edad del Cobre, por su similitud con los así identificados en el yacimiento de Los Millares, y se caracteriza por su ubicación en un punto estratégico con amplio dominio del paisaje, sus pequeñas dimensiones y la presencia de estructuras de defensa complejas.

## Fuente
Decreto 124/1996, de 2 de abril, por el que se declara Bien de Interés Cultural, con la Categoría de zona Arqueológica, el yacimiento denominado «el Cerro del Mojón», en los términos municipales de Macael, Tahal y Chercos (Almería).
- Este artículo incluye contenido derivado de una disposición relativa al proceso de protección, incoación o declaración de un bien cultural o natural publicada en el BOE n.º 181 el 27 de julio de 1996 (texto), el cual está libre de restricciones conocidas en virtud del derecho de autor de conformidad con lo dispuesto en el artículo 13 de la Ley de Propiedad Intelectual española.

- Datos: Q6171631